# 우선순위 설정 (보건학)
보건학 및 의학 분야에서의 우선순위 설정(priority setting), 또는 우선순위 결정은 한정된 자원을 배분할 때 어떠한 요소를 고려할 것인가에 관한 논의이다.

## 같이 보기
- 건강권
- 국제 보건
- 보건경제학
- 건강 보험